# Pterygotrigla guezei
Pterygotrigla guezei är en fiskart som beskrevs av Fourmanoir, 1963. Pterygotrigla guezei ingår i släktet Pterygotrigla och familjen knotfiskar. Inga underarter finns listade i Catalogue of Life.